# Altezza di scala
In ambito scientifico, l’altezza di scala, normalmente denotata con la lettera H, è la distanza entro cui una data proprietà fisica varia di un fattore "e", il numero di Eulero, base del logaritmo naturale, pari a circa 2,71828.

## Altezza di scala nei modelli semplici della pressione atmosferica
Nelle atmosfere planetarie, l'altezza di scala è l'incremento di altitudine necessario a far variare la pressione atmosferica di un valore e. Tale valore rimane costante se la temperatura rimane costante. 
H può essere calcolato da:
{\displaystyle H={\frac {kT}{mg}}}
o in alternativa da
{\displaystyle H={\frac {RT}{Mg}}}
dove:
- k = costante di Boltzmann  = 1,38×10−23 J·K−1
- R = costante dei gas
- T =  temperatura atmosferica media in kelvin = 250 K[3] per la Terra
- m = massa di una molecola di gas (in kg)
- M = massa di una mole di gas
- g = accelerazione di gravità sulla superficie planetaria (m/s²)

La pressione (forza per unità di area) a una data altitudine è il risultato del peso dell'atmosfera soprastante. Se all'altezza z l'atmosfera ha una densità ρ e una pressione p, lo spostamento infinitesimo verticale verso l'alto dz provocherà una diminuzione di pressione dP eguale al peso dello strato di atmosfera di spessore dz.
Per cui:
{\displaystyle {\frac {dP}{dz}}=-g\rho }
dove g è l'accelerazione di gravità. Per piccoli dz è possibile considerare g come costante; il segno meno indica che la pressione diminuisce all'aumentare dell'altezza. Pertanto usando l'equazione di stato per un gas ideale di massa molecolare media M alla temperatura T, la densità può essere espressa come
{\displaystyle \rho ={\frac {MP}{kT}}}
Combinando queste equazioni si ottiene 
{\displaystyle {\frac {dP}{P}}={\frac {-dz}{\frac {kT}{Mg}}}}
che può essere incorporata nell'equazione per H vista sopra per dare:
{\displaystyle {\frac {dP}{P}}=-{\frac {dz}{H}}}
che non varia se non varia la pressione. Integrando e assumendo che P0 sia la pressione all'altezza z = 0 (pressione a livello del mare), la pressione all'altezza z può essere scritta come:
{\displaystyle P=P_{0}\exp \left(-{\frac {z}{H}}\right)}
Questo implica un decadimento esponenziale della pressione con l'altezza.
Nell'atmosfera terrestre, la pressione a livello del mare P0 è in media di 1,01×105 Pa, mentre la massa molecolare media dell'aria secca è 28,964 u; ne consegue pertanto che 28,964 × 1,660×10−27 = 4,808×10−26 kg e g = 9,81 m/s². Essendo funzione della temperatura, l'altezza di scala dell'atmosfera terrestre è perciò 1,38/(4,808 × 9,81) × 103 = 29,26 m/deg. 
Per alcuni valori rappresentativi della temperatura dell'aria, l'altezza di scala è:
T = 290 K, H = 8500 m
T = 273 K, H = 8000 m
T = 260 K, H = 7610 m
T = 210 K, H = 6000 m
Questi valori andrebbero confrontati con la temperatura e la densità dell'atmosfera terrestre in un grafico NRLMSISE-00, dove si vede che la densità dell'aria diminuisce da 1200 g/m3 a livello del mare a 0,53 = 0,125 g/m3 a 70 km, che corrisponde a un fattore 9600, indicando un fattore di scala di 70/ln(9600) = 7,64 km, consistente con una temperatura media dell'aria in quell'intervallo prossima a 260 K.
È da notare che:
- La densità è correlata alla pressione dalla legge dei gas perfetti, pertanto – a parte qualche scostamento legato al fatto che la temperatura varia – anche la densità diminuirà esponenzialmente con l'altezza partendo da un valore a livello del mare di ρ0 all'incirca uguale a 1,2 kg m−3.
- Per altezze superiori a 100 km, la diffusione molecolare implica che ogni specie atomica molecolare ha la propria altezza di scala.

## Esempi planetari
I valori approssimati di scala per alcuni corpi del sistema solare sono:
- Sole: ≈130 km[5]
- Venere: 15,9 km[6]
- Terra: 8,5 km[7]
- Marte: 11,1 km[8]
- Giove: 27 km[9]
- Saturno: 59,5 km[10]
  - Titano: 40 km[11]
- Urano: 27,7 km[12]
- Nettuno: 19,1–20,3 km[13]